# Opilioacarus
Opilioacarus este un gen de acarieni care conține următoarele specii:
- Opilioacarus bajacalifornicus Vázquez & Klompen, 2002
- Opilioacarus italicus (Cu, 1904)
- Opilioacarus nicaraguensis Vázquez & Klompen, 2002
- Opilioacarus nohbecanus Vázquez & Klompen, 2002
- Opilioacarus ojastii (Lehtinen, 1980)
- Opilioacarus orghidani Juvara-Balș & Baltac, 1977
- Opilioacarus platensis Silvestri, 1905
- Opilioacarus segmentatus Cu, 1902
- Opilioacarus siankaanensis Vázquez & Klompen, 2002
- Opilioacarus texanus⁠(d) (Chamberlin & Mulaik, 1942)
- Opilioacarus vanderhammeni Juvara-Balș & Baltac, 1977